# Víctor Chirinos
Víctor Chirinos Farines (* 1. Februar 1941 in Caracas) ist ein ehemaliger venezolanischer Radrennfahrer.

## Sportliche Laufbahn
Chirinos war Straßenradsportler und Teilnehmer der Olympischen Sommerspiele 1960 in Rom. Der Straßenvierer aus Venezuela wurde im Mannschaftszeitfahren mit José Ferreira, Francisco Mujica, Arsenio Chirinos und Víctor Chirinos auf dem 23. Platz klassiert. Über sein weiteres Leben und seine sportlichen Erfolge ist nichts bekannt.

## Familiäres
Sein Bruder Arsenio Chirinos war ebenfalls Radrennfahrer und Teilnehmer der Olympischen Sommerspiele 1956 und 1960.